# فهرست پیامبران مدفون در ایران
آرامگاه پیامبران مدفون در ایران، به استناد سازمان اوقاف و امور خیریه، ۳۳ تن از پیامبران دارای آرامگاه در ایران هستند که در ۱۵ استان؛ به تفکیک در استان‌های اصفهان و سمنان پنج تن، در قزوین چهار تن، در آذربایجان شرقی سه تن، در فارس، گلستان، همدان، خوزستان و مازندران هر کدام دو تن و در تهران، خراسان رضوی، خراسان شمالی، زنجان، لرستان و مرکزی هر کدام یک پیامبر مدفون هستند و به ترتیب الفبایی استان محل بقعه از قرار زیرند: توجه بعضی از این آرامگاه‌ها قابل اعتماد نیستند.

آرامگاه دانیال نبی، استان خوزستان، شوش دانیال.

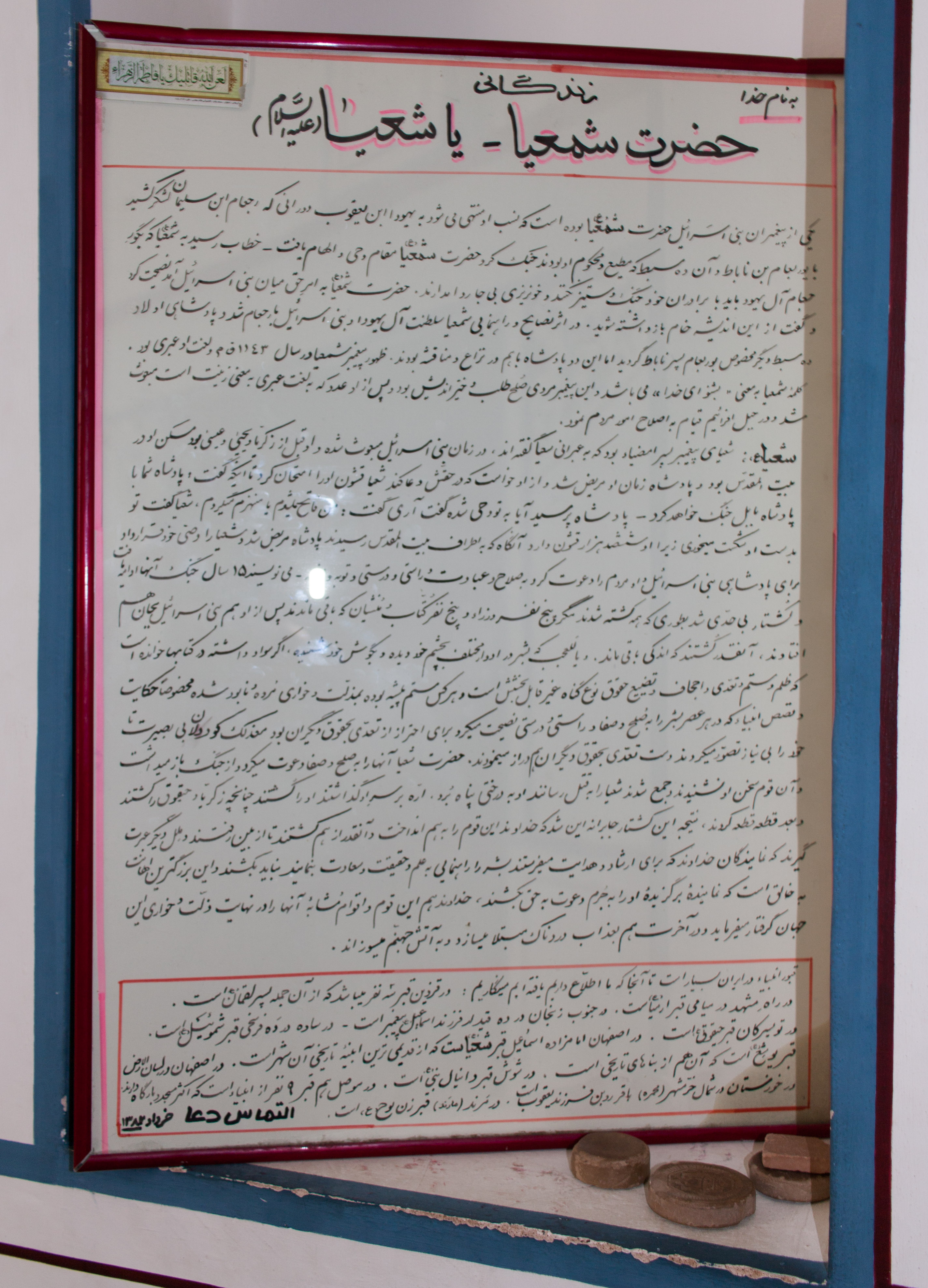
تابلویی در آرامگاه اشعیا که در آن به فهرست اسامی برخی پیامبران مدفون در ایران اشاره شده‌است.

در ادامه باید اشاره کنم که آرامگاه حضرت لوط نبی هم در ایران قرار دارد.
در روستایی به نام روستای پیغمبر از توابع رباط کریم،در جاده بین شهریار رباط کریم.

## استان آذربایجان شرقی
1. جرجیس - شهرستان جلفا، روستای دره شام ـ گلفرخ، کلید داغی[۲] (منابع بین‌المللی: نیکومدیا)
2. یونس - شهرستان مرند[۲] (منابع بین‌المللی: مسجد یونس پیامبر، موصل)
3. ارمیا - شهرستان هریس، بدوستان غربی، روستای جیغه[۲] (منابع بین‌المللی: مصر)

## استان اصفهان

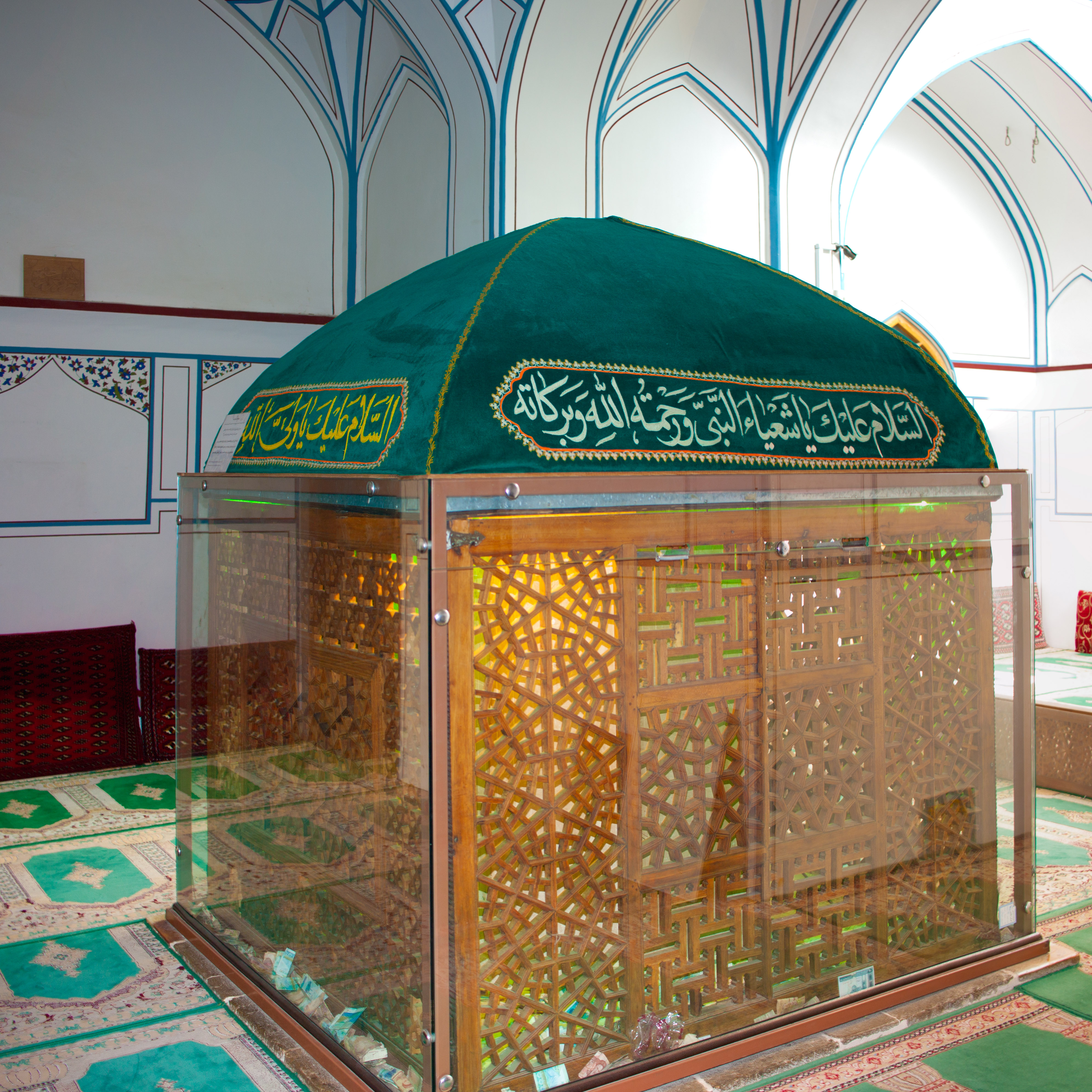
اشعیا

1. اشعیا - اصفهان؛ مسجد شعیا و امامزاده اسماعیل[۲] (منابع بین‌المللی: تاریخ یهود)
2. یوشع بن نون - اصفهان؛ تخت فولاد[۲] (منابع بین‌المللی: کنعان)
3. انوش بن شیث بن آدم، نوه حضرت آدم که در قلعه فهران در قهدریجان مدفون است.[۳] (منابع بین‌المللی: بین‌النهرین)
4. قینان بن انوش ابن شیث بن آدم. مدفون در محله قینان، مسجد مهدویه واقع در خیابان خاقانی اصفهان.[۴] (منابع بین‌المللی: نامعلوم)

## استان تهران
1. لوط - رباط کریم ،دهستان منجیل‌آباد، روستای محمدآباد پیغمبر، بقعه پیغمبر لوط[۲] (منابع دیگر: نامعلوم)

## استان خراسان رضوی
1. شعیب - شهرستان قوچان، روستای مزرج[۲] (منابع بین‌المللی: مدینه)

## استان خراسان شمالی
1. ایوب - شهرستان بجنورد، روستای ایوب[۲] (دشت حوران)

## استان خوزستان

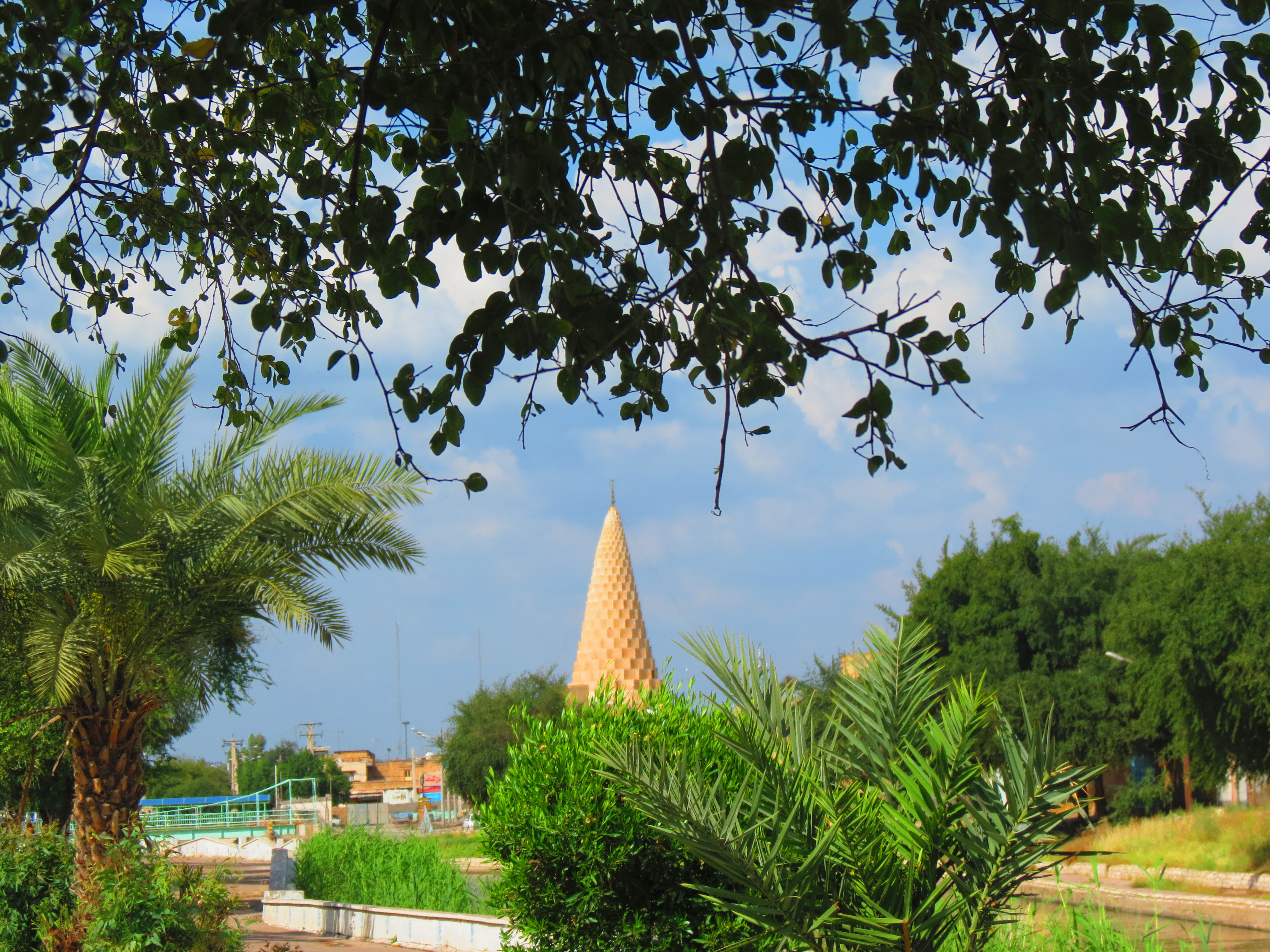
ضریح دانیال نبی

1. حزقیال - شهرستان دزفول، خیابان شریعتی آرامگاه بابا حزقیل[۲] (منابع بین‌المللی: شهر کفل، عراق)
2. دانیال - شهرستان شوش، خیابان امام خمینی، آرامگاه دانیال نبی[۲]
3. شعیب نبی - شهرستان شوشتر بخش شلیلی
4. اوریای نبی - شهرستان رامهرمز روستای دهیور

## استان زنجان

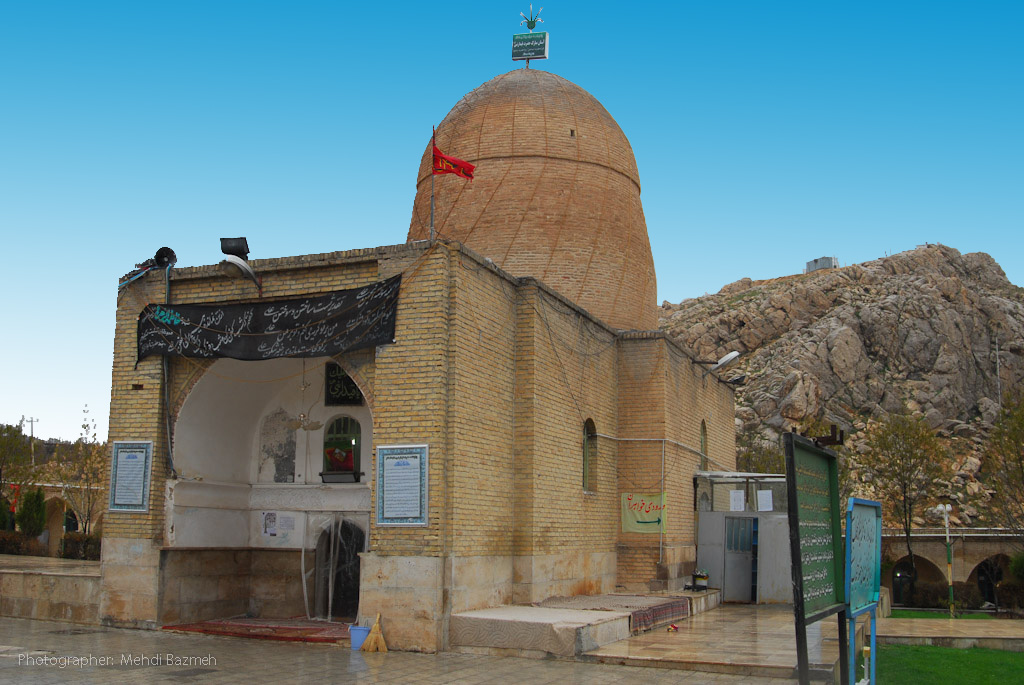
آرامگاه قیدار نبی

1. قیدار نبی - شهرستان خدابنده، شهر قیدار، آرامگاه قیدار نبی[۲]

## استان سمنان
1. سام و حام - سمنان، شمال شرقی سمنان[۲]
2. ارمیا - شهرستان شاهرود، شهر میامی، روستای ارمیا[۲]
3. جرجیس - شهرستان شاهرود، بیارجمند، خوارتوران[۲]

## استان فارس
1. شیث - شهرستان فیروزآباد، روستای مهکویه سفلی[۲]
2. نوح - شهرستان ممسنی، روستای جاوید حجت‌آباد[۲]
3. زیارتگاه و تفرجگاه خضر نبی
4. زیارتگاه ایوب نبی در مرودشت

## استان قزوین

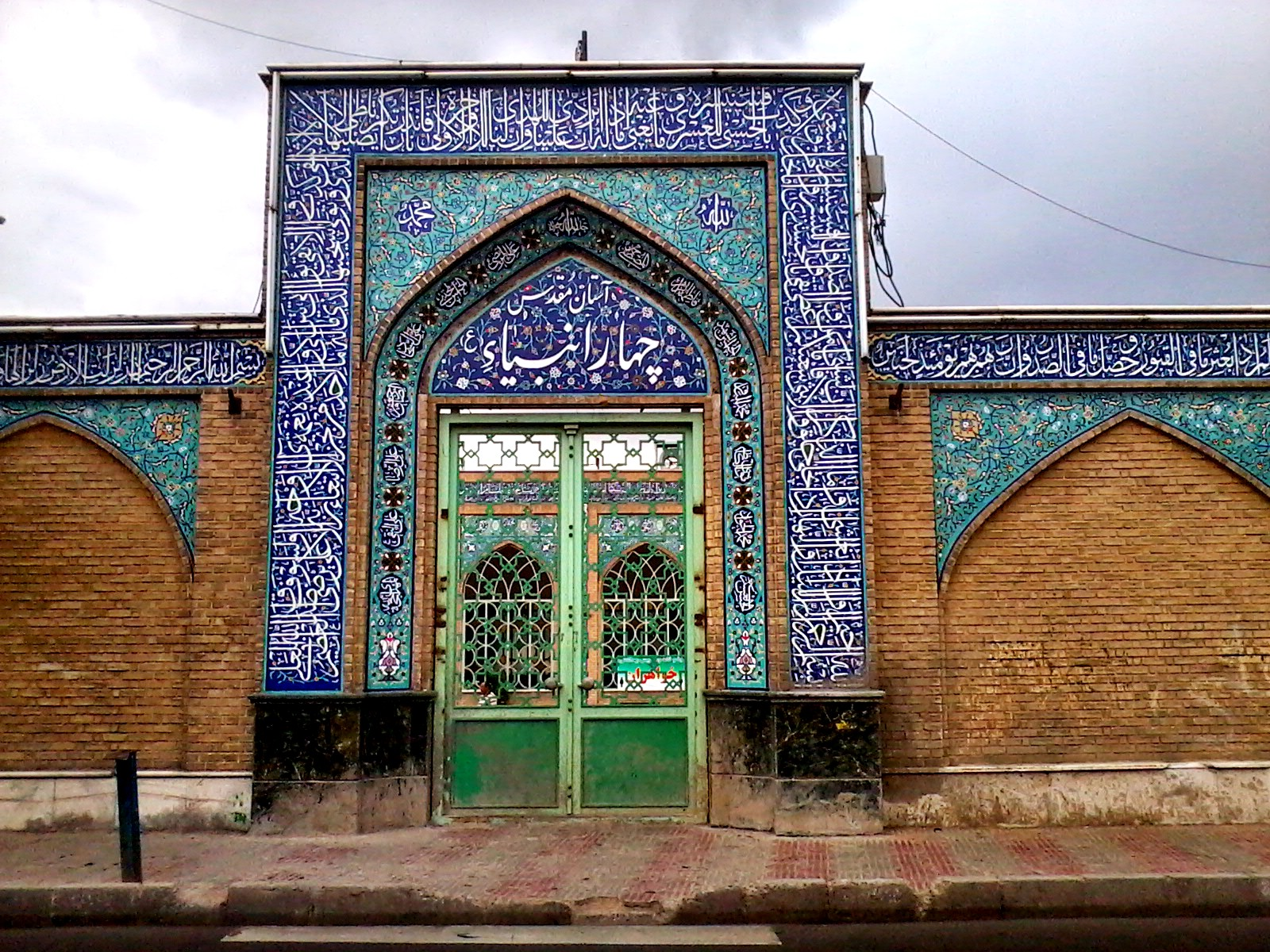
سردر مقبره چهار انبیاء

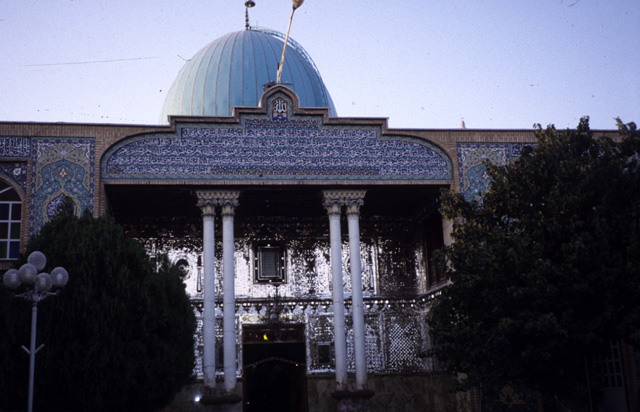
آرامگاه چهار انبیاء

1. چهار انبیاء یا پیغمبریه - شهرستان قزوین بخش مرکزی، خیابان پیغمبریه[۲]
2. ایوب و یوشع - شهرستان قزوین، بخش رویارالموت، روستای بالاروچ[۲]
3. سام و جالوت - شهرستان قزوین، رودبار، روستای یکاکلایه علیا[۲]

## استان گلستان
1. صالح - شهرستان گرگان، آق قلا، روستای آق قبر[۲]
2. یعقوب - شهرستان گرگان، آق قلا ـ روستای صحنه علیا (روستای یامپی)[۲]
3. خالد بن سنان - شهرستان گنبد کاووس، کلاله روستای گچی سو، گورستان و زیارتگاه خالد نبی

## استان لرستان
1. داوود - آستان مقدس امامزاده داوود روستای داوودپیغمبر شهرستان ازنا،[۲]

## استان مازندران
1. ایوب - شهرستان تنکابن، شهر عباس‌آباد روستای پرچور[۲]
2. دانیال - شهرستان تنکابن، سلمانشهر[۲]

## استان مرکزی
1. اشموئیل - شهرستان زرندیه، بخش مرکزی روستای پیغمبر، آرامگاه اشموئیل نبی[۲]

## استان همدان

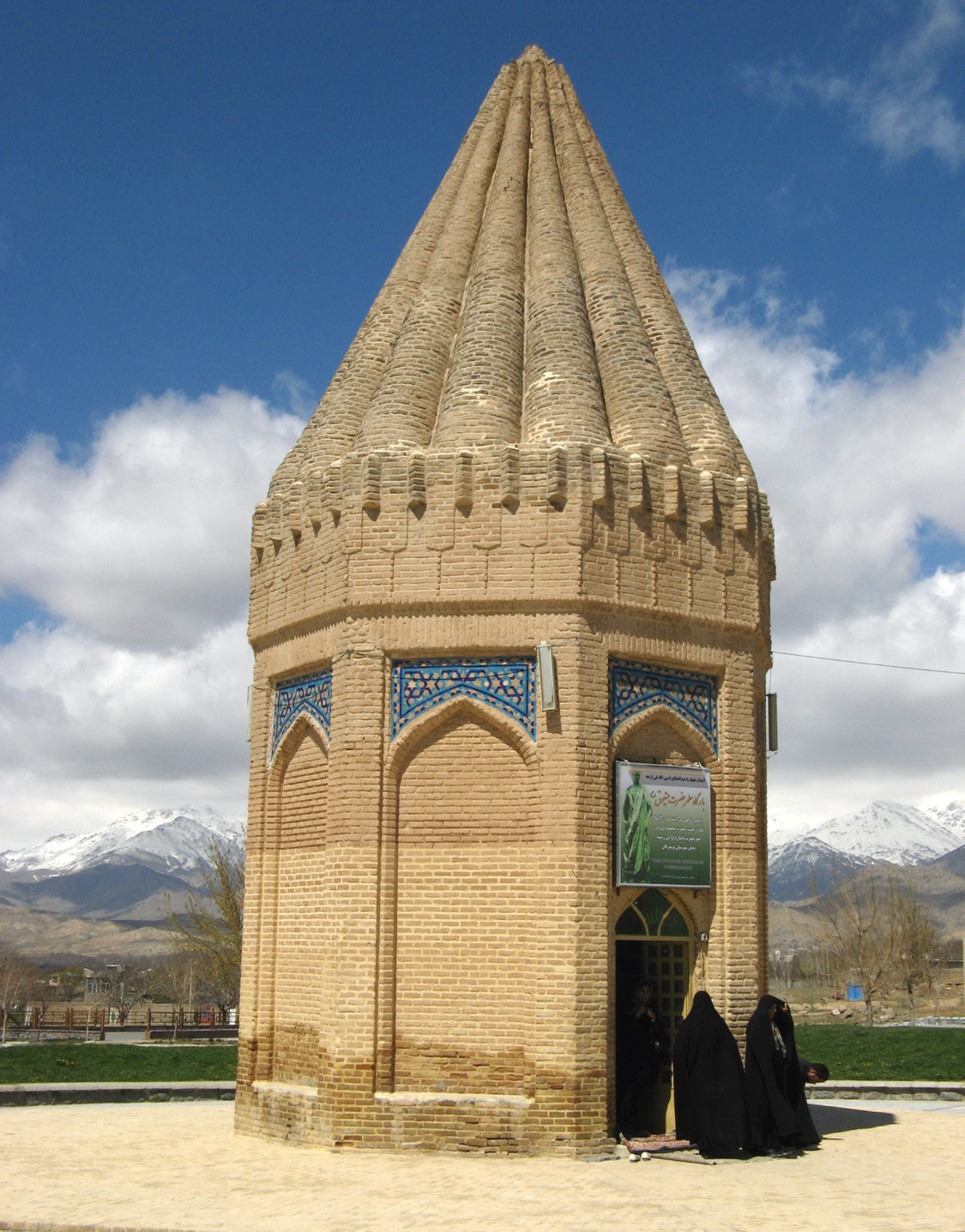
آرامگاه حیقوق

1. حیقوق - شهرستان تویسرکان، دهستان حیقوق نبی[۲]
2. حجی - همدان، بازار فلسطین، مزار پیغمبر (همدان)[۲]